# Leather, Bristles, Studs & Acne
Leather, Bristles, Studs & Acne è l'EP d'esordio del gruppo Hardcore punk Charged GBH.

## Tracce
1. Race against time
2. Knife edge
3. Lycanthropy
4. Necrophilia
5. State executioner
6. Dead on arrival
7. Generals
8. Freak
9. Alcohol

## Formazione
- Colin Abrahall  - voce
- Colin Blyth - chitarra
- Ross Lomas - basso
- Andrew Williams - batteria